# Гюневски селски съвет
Гюневски селски съвет (на украински: Гюнівська сільська рада) e селски съвет в Приморски район, Запорожка област, Украйна. Той е съставен от 2 селища с площ от 3.53 км2. През 2001 година населението му възлиза на 1008 души. Административен център е село Гюневка.

## Селища
- с. Гюневка – 601 души (2001 г.)
- с. Радоловка – 407 души (2001 г.)

## Местна власт
Управителният съвет на Гюневски селски съвет е съставен от 16 члена. След изборите през 2010 година в местната управа влизат:
- Партия на регионите – 9 места
- Партия на индустриалците и предприемачите на Украйна – 2 места
- Комунистическа партия на Украйна – 1 място
- Социалистическа партия на Украйна – 1 място
- Независими – 3 места